# Campionato francese di rugby a 15 2003-2004
Il Campionato francese di rugby a 15 2003-2004  è stato vinto per la quarta volta in sette anni dallo Stade français che ha battuto in finale l'USA Perpignan

## Formula
16 squadre divise in due gironi di 8 con le prime 4 di ogni girone ammesse alla poule titolo mentre le altre disputano la poule salvezza
Poule titolo: due gironi di 4 squadre con le prime 2 qualificate per le semifinali
Poule salvezza: un girone a 8 squadre e le ultime due retrocedono
Retrocedono in Pro D2  l'US Colomiers e l'US Montauban che saranno sostituite dal FC Auch e dal Bayonne.
Inoltre, per problemi di bilancio, il Colomiers venne retrocesso in "Federal 1" (terza divisione).

## Fase di classificazione

### Poule 1
| pos | Squadra              | G. | V. | N. | P. | P+  | P-  | Diff. | Pt. |
| 1   | Bourgoin Rugby       | 14 | 9  | 0  | 5  | 352 | 280 | 72    | 32  |
| 2   | CA Brive             | 14 | 8  | 1  | 5  | 357 | 301 | 56    | 31  |
| 3   | Castres olympique    | 14 | 8  | 1  | 5  | 297 | 281 | 16    | 31  |
| 4   | Stade français Paris | 14 | 7  | 0  | 7  | 299 | 263 | 36    | 28  |
| 5   | SU Agen              | 14 | 7  | 0  | 7  | 292 | 269 | 23    | 28  |
| 6   | Section paloise      | 14 | 6  | 1  | 7  | 281 | 343 | -62   | 27  |
| 7   | FC Grenoble          | 14 | 5  | 1  | 8  | 226 | 278 | -52   | 25  |
| 8   | US Colomiers         | 14 | 4  | 0  | 10 | 238 | 327 | -89   | 22  |

Lo Stade français si qualifica per aver battuto l'Agen 19-7 e 12-11 negli scontri diretti.

### Poule B
| pos | Squadra            | G. | V. | N. | P. | P+  | P-  | Diff. | Pt. |
| 1   | Stade toulousain   | 14 | 10 | 0  | 4  | 371 | 319 | 52    | 34  |
| 2   | USA Perpignan      | 14 | 9  | 0  | 5  | 357 | 284 | 73    | 32  |
| 3   | Biarritz olympique | 14 | 8  | 0  | 6  | 335 | 273 | 62    | 30  |
| 4   | Béziers Rugby      | 14 | 8  | 0  | 6  | 274 | 275 | -1    | 30  |
| 5   | Montpellier        | 14 | 6  | 0  | 8  | 285 | 288 | -3    | 26  |
| 6   | RC Narbonne        | 14 | 6  | 0  | 8  | 296 | 303 | -7    | 26  |
| 7   | FC Grenoble        | 14 | 5  | 0  | 9  | 306 | 362 | -56   | 24  |
| 8   | Montauban          | 14 | 4  | 0  | 10 | 216 | 336 | -120  | 22  |

## Seconda fase (Top 8)

### Poule A
| Date      | Squadra 1           | Squadra 2           | Risultati |
| --------- | ------------------- | ------------------- | --------- |
| 8 maggio  | USA Perpignan       | CS Bourgoin-Jallieu | 35-21     |
| 8 maggio  | AS Béziers          | Castres olympique   | 15-19     |
| 14 maggio | Castres olympique   | USA Perpignan       | 15-26     |
| 15 maggio | CS Bourgoin-Jallieu | AS Béziers          | 33-10     |
| 21 maggio | AS Béziers          | USA Perpignan       | 8-27      |
| 22 maggio | Castres olympique   | CS Bourgoin-Jallieu | 25-18     |
| 28 maggio | CS Bourgoin-Jallieu | Castres olympique   | 35-26     |
| 29 maggio | USA Perpignan       | AS Béziers          | 45-6      |
| 4 giugno  | CS Bourgoin-Jallieu | USA Perpignan       | 18-13     |
| 5 giugno  | Castres olympique   | AS Béziers          | 38-09     |
| 12 giugno | AS Béziers          | CS Bourgoin-Jallieu | 28-22     |
| 12 giugno | USA Perpignan       | Castres olympique   | 23-07     |

| pos | Squadra           | G. | V. | N. | P. | P+  | P-  | Diff. | Pt. |
| 1   | USA Perpignan     | 6  | 5  | 0  | 1  | 170 | 74  | 96    | 16  |
| 2   | Bourgoin Rugby    | 6  | 3  | 0  | 3  | 147 | 137 | 10    | 12  |
| 3   | Castres olympique | 6  | 3  | 0  | 3  | 130 | 126 | 4     | 12  |
| 4   | Béziers Rugby     | 6  | 1  | 0  | 5  | 75  | 185 | -110  | 8   |

### Poule B
| Date      | Squadra 1            | Squadra 2            | Risultati |
| --------- | -------------------- | -------------------- | --------- |
| 7 maggio  | Stade français Paris | Biarritz olympique   | 13-06     |
| 8 maggio  | CA Brive             | Stade toulousain     | 9-29      |
| 15 maggio | Stade toulousain     | Stade français Paris | 18-24     |
| 15 maggio | Biarritz olympique   | CA Brive             | 38-11     |
| 22 maggio | Stade français Paris | CA Brive             | 34-10     |
| 26 maggio | Biarritz olympique   | Stade toulousain     | 25-26     |
| 29 maggio | CA Brive             | Stade français Paris | 24-19     |
| 30 maggio | Stade toulousain     | Biarritz olympique   | 25-18     |
| 5 giugno  | Biarritz olympique   | Stade français Paris | 25-12     |
| 5 giugno  | Stade toulousain     | CA Brive             | 21-08     |
| 12 giugno | CA Brive             | Biarritz olympique   | 20-37     |
| 12 giugno | Stade français Paris | Stade toulousain     | 49-17     |

| pos | Squadra              | G. | V. | N. | P. | P+  | P-  | Diff. | Pt. |
| 1   | Stade français Paris | 6  | 4  | 0  | 2  | 151 | 100 | 51    | 14  |
| 2   | Stade toulousain     | 6  | 4  | 0  | 2  | 136 | 133 | 3     | 14  |
| 3   | Biarritz olympique   | 6  | 3  | 0  | 3  | 149 | 107 | 42    | 12  |
| 4   | CA Brive             | 6  | 1  | 0  | 5  | 82  | 178 | -96   | 8   |

## Semifinali
(In grassetto le qualificate alla finale)
| Lione 19 giugno 2004 | CS Bourgoin-Jallieu | 21 – 31                                                                     | Stade français Paris | Stade Gerland |
| \| \| \| \| \| mete: A.Forest,Papé trasf.: Péclier c.p.: Péclier 3 \| Marcatori \| mete: Hernandez trasf.: Dominguez c.p.: Dominguez 2, Skrela 5 Drop:: Skrela \| |                     |                                                                             |                      |               |
| |                     |                                                                             |                      |               |
| mete: A.Forest,Papé trasf.: Péclier c.p.: Péclier 3 | Marcatori           | mete: Hernandez trasf.: Dominguez c.p.: Dominguez 2, Skrela 5 Drop:: Skrela |                      |               |

| Montpellier 20 giugno 2004                                                                             | USA Perpignan | 18 – 16                                         | Stade toulousain | Stade de la Mosson |
| \| \| \| \| \| c.p.: Giannantonio 6 \| Marcatori \| mete: Heymans trasf.: Michalak c.p.: Michalak 3 \| |               |                                                 |                  |                    |
| |               |                                                 |                  |                    |
| c.p.: Giannantonio 6                                                                                   | Marcatori     | mete: Heymans trasf.: Michalak c.p.: Michalak 3 |                  |                    |

## Finale
| Arbitro: | Joël Jutge |

| |            | |
| mete: Bergamasco, Corleto trasf.: Dominquez, Skrela c.p.: Dominquez 5 Drop: Dominguez, Dominici | Marcatori  | mete: Edmonds, Bomati trasf.: Giannantonio 2 c.p.: Giannantonio 2 |
| Titolari : Sylvain Marconnet, Mathieu Blin, Pieter de Villiers, David Auradou, Mike James, Pierre Rabadan, Mauro Bergamasco, Patrick Tabacco, Agustín Pichot, Diego Domínguez, Christophe Dominici, Brian Liebenberg, Stéphane Glas, Juan Martín Hernández, Ignacio Corleto Sostituti : Benoît August, Pablo Lemoine, Arnaud Marchois, Christophe Moni, Grégory Mahé, David Skrela, Thomas Lombard | Formazioni | Titolari : Nicolas Mas, Michel Konieck, Perry Freshwater, Colin Gaston, Christophe Porcu, Grégory Le Corvec, Bernard Goutta, Rimas Álvarez Kairelis, Ludovic Loustau, Manuel Edmonds, Dan Luger, Christophe Manas, David Marty, Pascal Bomati, Diego Giannantonio Sostituti : Nicolas Grelon, Alessandro Moreno, Mick O'Driscoll, Scott Robertson, Jérôme Fillol, David Janin, Nicolas Laharrague |

## Poule Salvezza
La poule salvezza si è svolta tra il 7 maggio e il 18 giugno. Le 8 squadre hanno mantenuto i punti conquistati nella prima fase e affrontano solamente le sqwuadre che non avevano ancora affrontato essendo nell'altra poule. le ultime due sono retrocesse in Pro D2.
| pos | Squadra         | G. | V. | N. | P. | P+  | P-  | Diff. | Pt. |
| 1   | FC Grenoble     | 22 | 11 | 1  | 10 | 476 | 400 | 76    | 45  |
| 2   | Montpellier     | 22 | 11 | 0  | 11 | 457 | 459 | -2    | 44  |
| 3   | SU Agen         | 22 | 10 | 1  | 11 | 491 | 436 | 55    | 43  |
| 4   | Section paloise | 22 | 10 | 1  | 11 | 546 | 558 | -12   | 43  |
| 5   | RC Narbonne     | 22 | 10 | 0  | 12 | 514 | 617 | -103  | 42  |
| 6   | FC Grenoble     | 22 | 8  | 1  | 13 | 458 | 608 | -150  | 39  |
| 7   | US Colomiers    | 22 | 7  | 1  | 14 | 434 | 513 | -79   | 37  |
| 8   | Montauban       | 22 | 6  | 1  | 15 | 374 | 515 | -141  | 35  |